# Anna Grigorjewna Semenowitsch

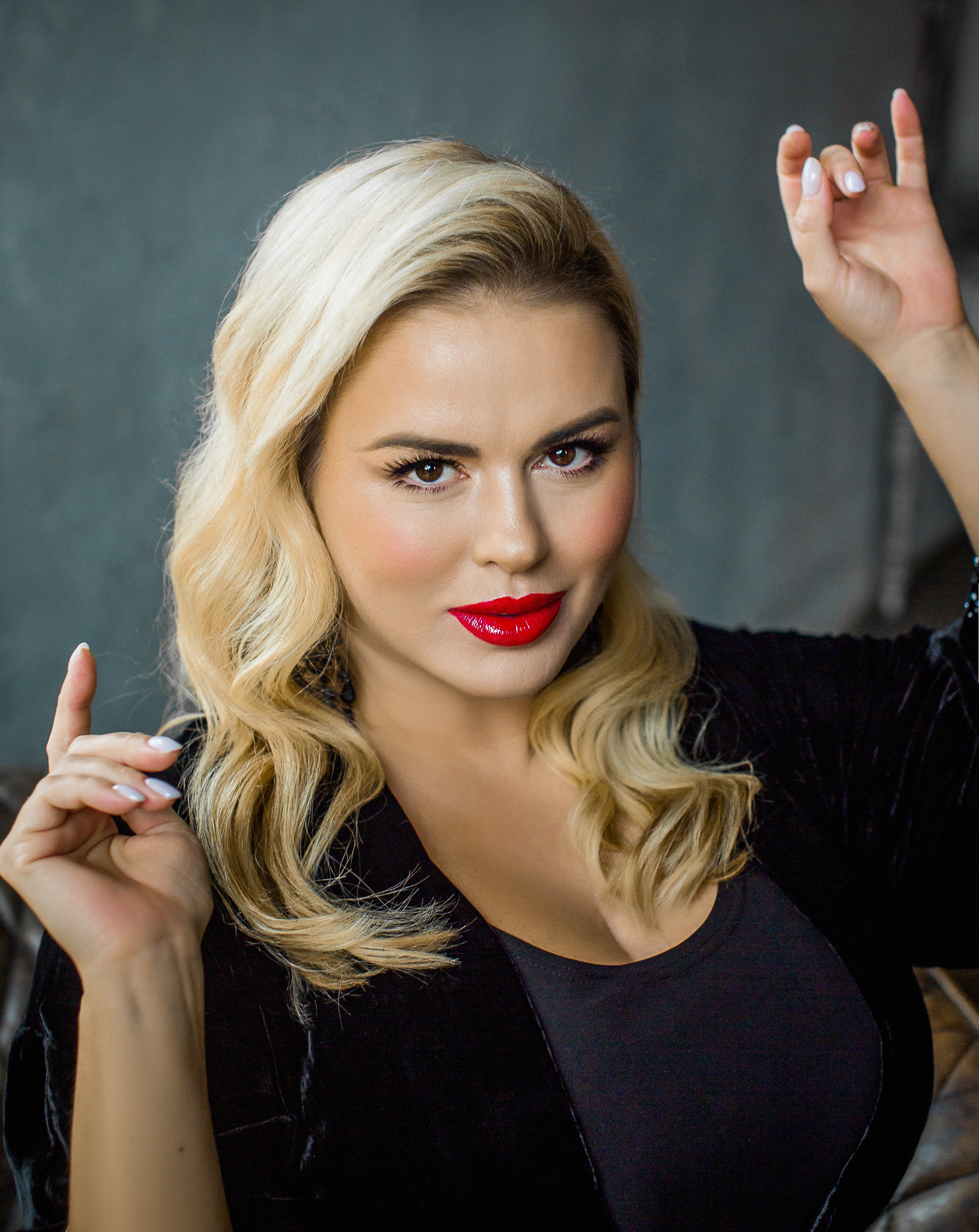
Anna Semenowitsch, 2022

Anna Grigorjewna Semenowitsch (russisch Анна Григорьевна Семенович, * 1. März 1980 in Sverdlovsk, Sowjetunion) ist eine ehemalige russische Eistänzerin und inzwischen Sängerin, Schauspielerin und Model.

## Leben und Karriere
Der erste Eistanzpartner Anna Semenowitschs war Wladimir Fjodorow. Auf Betreiben Natalja Linitschuks wechselte sie nach der Saison 1998/99 ihren Partner und lief fortan mit Roman Kostomarow. Sie wurden zweite der russischen Meisterschaften 2000 und konnten bei den Europameisterschaften desselben Jahres den 10. Rang belegen.
Nach dieser Saison trennte sich Kostomarow jedoch aufgrund von Erfolglosigkeit von ihr, um wieder mit seiner früheren Partnerin Tatjana Nawka zu starten. Nawka/Kostomarow wurden 2006 Olympiasieger im Eistanzen.
Semenowitsch lief noch eine Saison mit einem anderen Partner, beendete schließlich ihre Karriere und wurde eine erfolgreiche russische Schlagersängerin. Neben der Musik wirkt sie auch als Schauspielerin und Model.

## Erfolge als Eistänzerin
(mit Roman Kostomarow)

### Weltmeisterschaften
- 2000 – 13. Rang

### Europameisterschaften
- 2000 – 10. Rang

### Russische Meisterschaften
- 2000 – 2. Rang

## Diskografie

### Alben
- 2008: Слухи

### Singles (Auswahl)
- 2008: На Моря (mit Arash)
- 2019: Хочешь
- 2019: Секси бомбочка
- 2021: Хочу
- 2022: Бумеранг (mit Slava)

## Filmografie
- 2004: Wächter der Nacht – Nochnoi Dozor (Ночной дозор)
- 2005: Landysh serebristyy 2 (Fernsehserie)
- 2006: Papa na vse ruki (Fernsehserie)
- 2007: Ironie des Schicksals. Die Fortsetzung
- 2008: Hitler geht kaputt (Gitler kaput!)
- 2009: Ukroshchenie stroptivykh
- 2009: Zolotoy klyuchik (Fernsehfilm)
- 2010: Klub schastya
- 2012: Rzhevskiy protiv Napoleona
- 2012: Bolshaya rzhaka
- 2013: Polyarnyy reys